# Werner Onken

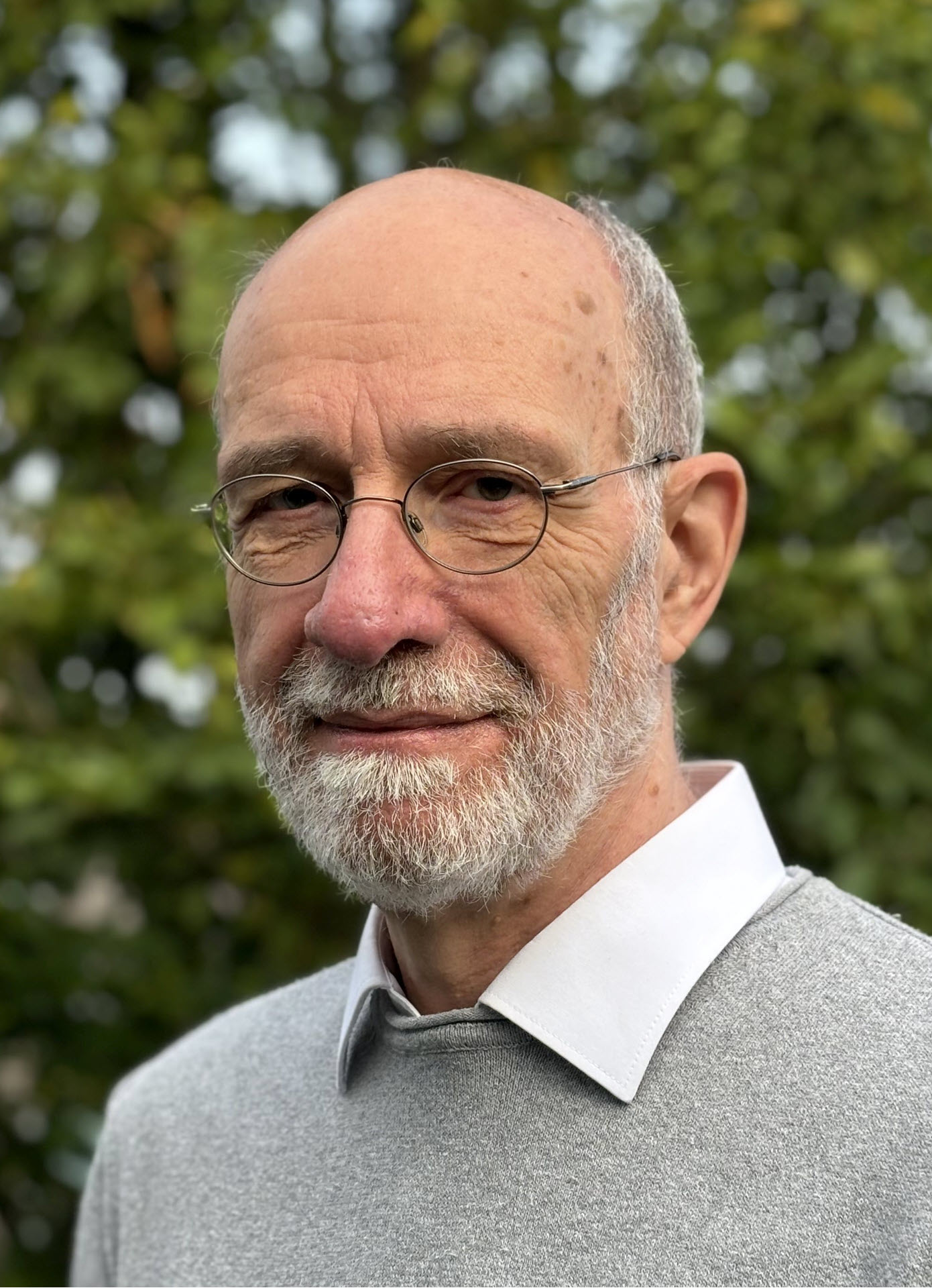
Werner Onken (2024)

Werner Onken (* 1953 in Varel) ist ein deutscher Ökonom und Anhänger der Bodenrechts- und Geldreformtheorie des deutsch-argentinischen Kaufmanns und Sozialreformers Silvio Gesell (1862–1930). Bekanntheit erlangte er vor allem als Herausgeber der 18-bändigen Gesamtausgabe der Gesell'schen Schriften. Onken ist darüber hinaus Autor zahlreicher Veröffentlichungen, Verwalter des Archivs für Geld- und Bodenreform in der Bibliothek der Carl von Ossietzky Universität Oldenburg sowie verantwortlicher Redakteur der Zeitschrift für Sozialökonomie.

## Leben und Wirken
Werner Onken wuchs im ostfriesischen Dorf Werdum auf. Er besuchte das jeversche Mariengymnasium und absolvierte nach der Reifeprüfung den Zivildienst.
Anschließend studierte er an der Carl von Ossietzky-Universität Oldenburg und schloss sein Studium als Diplom-Ökonom ab. Seit 1982 ist er als wissenschaftlicher Mitarbeiter der Stiftung für Reform der Geld- und Bodenordnung tätig. Dort verantwortet er die Redaktion der Zeitschrift für Sozialökonomie, das Archiv für Geld- und Bodenreform und die Organisation der Fairconomy-Herbsttagungen. Im Jahr 2008 gründete Onken gemeinsam mit Niko Paech die Ringvorlesung zur Postwachstumsökonomie an der Carl von Ossietzky Universität Oldenburg, die bis 2018 stattfand.

## Archiv für Geld- und Bodenreform
Das von Werner Onken seit 1983 aufgebaute Archiv soll wissenschaftliche Forschungen über Vorschläge zur Reform des Geldwesens und des Bodenrechts einschließlich der Ressourcen- und Klimaproblematik ermöglichen.
Im Archiv befinden sich Primär- und Sekundärliteratur zur Reform der Geld- und Bodenordnung mit mehr als 6.000 deutschsprachigen und 600 fremdsprachigen Büchern, Broschüren und Aufsätzen sowie mehr als 120 jahrgangsweise gebundene Zeitschriften, Schriftenreihen und Zeitungen. Dazu gehören Werke von Pierre-Joseph Proudhon, Gustav Landauer, Henry George, Adolf Damaschke, Franz Oppenheimer, Silvio Gesell, Georg Blumenthal und von anderen, die die Lösung der sozialen Fragen auf freiheitlichen Wegen anstrebten. Das Archiv für Geld- und Bodenreform befand sich unter dem früheren Namen Freiwirtschaftliche Bibliothek. Wissenschaftliches Archiv zunächst in Varel  und hat als Leihgabe der Stiftung für Reform der Geld- und Bodenordnung seinen Platz seit 2001 als Sondersammlung in der Bibliothek der Carl von Ossietzky Universität Oldenburg.

## Onkens Momo-Interpretation
Unter dem Titel „Momo für Ökonomen“ verfasste Werner Onken 1986 einen Aufsatz zu Michael Endes Roman Momo und interpretierte ihn ökonomisch. Er entdeckte in dem bekannten Märchenroman hinter den zahlreichen Anspielungen auf die Wirtschaft und das heutige Geldsystem die Ideen Rudolf Steiners („Alterndes Geld“) und Silvio Gesells („Rostendes Geld“). In einem Brief an Onken bestätigte Michael Ende, dass Momo das heutige Geldsystem kritisiere. Es heißt dort unter anderem: 

„[...] Übrigens sind Sie [Werner Onken] bis jetzt der erste, der bemerkt hat, daß die Idee des "alternden Geldes" im Hintergrund meines Buches 'Momo' steht. Gerade mit diesen Gedanken Steiners und Gesells habe ich mich in den letzten Jahren intensiver beschäftigt, da ich zu der Ansicht gelangt bin, daß unsere Kulturfrage nicht gelöst werden kann, ohne daß zugleich, oder sogar vorher, die Geldfrage gelöst wird. [...]“

## Veröffentlichungen (Auswahl)
als Autor
- Die ökonomische Botschaft von Michael Endes Märchenroman „Momo“, 1986, Online-Version.
- Modellversuche mit sozialpflichtigem Boden und Geld. Verlag für Sozialökonomie, Lütjenburg 1997, ISBN 978-3-87998-440-4 (Online als PDF).
- Silvio Gesell und die Natürliche Wirtschaftsordnung. Verlag für Sozialökonomie, Lütjenburg 1999, ISBN 978-3-87998-439-8.
- Geld- und bodenpolitische Grundlagen einer Agrarwende. Verlag für Sozialökonomie, Lütjenburg 2004, ISBN 978-3-87998-447-3.
- Carl von Ossietzky und Silvio Gesell – Eine Begegnung zweier Gedankenwelten. Verlag für Sozialökonomie, Lütjenburg 2006, ISBN 3-87998-773-4.
- Geld & Natur in Literatur, Kunst und Musik. Verlag für Sozialökonomie, Kiel 2010, ISBN 978-3-87998-460-2.
- Silvio Gesell in der Münchener Räterepublik – Eine Woche Volksbeauftragter für das Finanzwesen im April 1919. Selbstverlag, Oldenburg 2018, ISBN 978-3-933891-31-0.
- Marktwirtschaft ohne Kapitalismus – Von der Akkumulation und Konzentration in der Wirtschaft zu ihrer Dezentralisierung, Oldenburg 2019/2020 (online). Im Oekom Verlag München erschien 2022 eine dreibändige Printausgabe.
- Grundrisse einer Marktwirtschaft ohne Kapitalismus. 50 Fragen und Antworten. Mit einem Anhang: Wider die Kapitalismuskritik von rechts, oekom Verlag, München 2025, ISBN 978-3-98726-174-9.

als Herausgeber
- Silvio Gesell: Gesammelte Werke in 18 Bänden (mit Vorworten von Werner Onken). Verlag für Sozialökonomie, Hann.-Münden / Lütjenburg 1988 bis 1997, Registerband.[16]
- Gerechtes Geld – Gerechte Welt – Auswege aus Wachstumszwang und Schuldenkatastrophe, 100 Jahre Gedanken zu einer Natürlichen Wirtschaftsordnung 1891–1991. Verlag für Sozialökonomie, Lütjenburg 1992, ISBN 978-3-87998-433-6.
- Silvio Gesell: „Reichtum und Armut gehören nicht in einen geordneten Staat“ – Werkauswahl zum 150. Geburtstag (mit einem Vorwort von Werner Onken). Verlag für Sozialökonomie, Kiel 2012, 2. Auflage, ISBN 978-3-87998-462-6.